# Kurt Russell
Kurt Vogel Russell (n. 17 martie 1951, Springfield, Massachusetts) este un actor american.

## Filmografie
| An        | Titlu                                           | Rol                                         | Note |
| --------- | ----------------------------------------------- | ------------------------------------------- | --- |
| 1963      | It Happened at the World's Fair                 | Băiatul care-l lovește pe Mike              | Necreditat |
| 1964      | The Man From U.N.C.L.E.                         | Christopher Larson                          | Episodul 1.10, "The Finny Foot Affair"                                                                               |
| 1964      | The Fugitive (serial TV)                        | Philip Gerard Jr.                           | Episodul 2.5, "Nemesis"                                                                                              |
| 1964      | Gunsmoke                                        | Packy                                       | Episodul 1.10, "Blue Heaven"                                                                                         |
| 1964      | Guns of Diablo                                  | Jamie McPheeters                            | rolul conducătorului                                                                                                 |
| 1964      | The Virginian                                   | Toby Shea                                   | Episodul 3.8, "A Father For Toby"                                                                                    |
| 1965      | Gilligan's Island                               | Jungle boy                                  | Episodul 1.19, "Gilligan Meets Jungle Boy"                                                                           |
| 1965      | The Virginian                                   | Andy Denning                                | Episodul 4.1, "The Brothers"                                                                                         |
| 1965–1969 | Daniel Boone (serial TV)                        | Various                                     | Cinci episoade ("The First Stone", "The Price of Friendship", "The Young Ones", "Bickford's Bridge", "Target Boone") |
| 1966      | Follow Me, Boys!                                | Whitey                                      | |
| 1966      | Lost In Space                                   | Quano                                       | Episodul 1.22, "The Challenge"                                                                                       |
| 1966      | Laredo                                          | Grey Smoke                                  | Episodul 1.20, "Meanwhile Back at the Reservation"                                                                   |
| 1968      | The One and Only, Genuine, Original Family Band | Sidney Bower                                | |
| 1968      | The Horse in the Gray Flannel Suit              | Ronnie Gardner                              | |
| 1969      | Guns in the Heather                             | Rich                                        | |
| 1969      | The Computer Wore Tennis Shoes                  | Dexter Riley                                | |
| 1970      | Men at Law                                      | Jerry Patman                                | Episodul 1.10, "This is Jerry, See Jerry Run"                                                                        |
| 1971      | The Barefoot Executive                          | Steven Post                                 | |
| 1971      | Fools' Parade                                   | Johnny Jesus                                | |
| 1972      | Now You See Him, Now You Don't                  | Dexter Riley                                | |
| 1973      | Charley and the Angel                           | Ray Ferris                                  | |
| 1973      | Superdad                                        | Bart                                        | |
| 1974      | Gunsmoke                                        | Buck Henry Woolfe                           | Episodul Trail of Bloodshed                                                                                          |
| 1975      | The Strongest Man in the World                  | Dexter Riley                                | |
| 1975      | The Deadly Tower                                | Charles Whitman                             | film de televiziune                                                                                                  |
| 1975      | Search for the Gods                             | Shan Mullins                                | film de televiziune                                                                                                  |
| 1979      | Elvis                                           | Elvis Presley                               | Nominalizare - Emmy Award for Outstanding Lead Actor in a Miniseries or a Movie                                      |
| 1980      | Used Cars                                       | Rudolph "Rudy" Russo                        | |
| 1981      | Escape from New York                            | Snake Plissken                              | |
| 1981      | Vulpea și câinele (film)                        | Adult Copper                                | doar voce |
| 1982      | The Thing                                       | R.J. MacReady                               | |
| 1983      | Silkwood                                        | Drew Stephens                               | Nominalizare —Golden Globe Award for Best Supporting Actor – Motion Picture                                          |
| 1984      | Swing Shift                                     | Mike "Lucky" Lockhart                       | |
| 1984      | Terror in the Aisles                            | R.J. MacReady                               | imagini de arhivă |
| 1985      | The Mean Season                                 | Malcolm Anderson                            | |
| 1986      | Big Trouble in Little China                     | Jack Burton                                 | |
| 1986      | The Best of Times                               | Reno Hightower                              | |
| 1987      | Overboard                                       | Dean Proffitt                               | |
| 1988      | Tequila Sunrise                                 | Det. Lt. Nicholas 'Nick' Frescia            | |
| 1989      | Winter People                                   | Wayland Jackson                             | |
| 1989      | Tango & Cash                                    | Detective Gabriel "Gabe" Cash               | |
| 1991      | Backdraft                                       | Stephen 'Bull' McCaffrey / Dennis McCaffrey | |
| 1992      | Unlawful Entry                                  | Michael Carr                                | |
| 1992      | Captain Ron                                     | Căpitanul Ron                               | |
| 1993      | Tombstone                                       | Wyatt Earp                                  | de asemenea și regizor (necreditat)                                                                                  |
| 1994      | Stargate                                        | Col. Jonathan "Jack" O'Neil                 | |
| 1994      | Forrest Gump                                    | Vocea lui Elvis Presley                     | Necreditat |
| 1996      | Executive Decision                              | Dr. David Grant                             | |
| 1996      | Escape from L.A.                                | Snake Plissken                              | Continuarea filmului Escape from New York de asemenea scenarist și producător                                        |
| 1997      | Breakdown                                       | Jeffrey "Jeff" Taylor                       | |
| 1998      | Soldier                                         | Todd                                        | |
| 2001      | 3000 Miles to Graceland                         | Michael Zane                                | |
| 2001      | Vanilla Sky                                     | McCabe                                      | |
| 2002      | Interstate 60                                   | Cpt. Ives                                   | |
| 2003      | Dark Blue                                       | Eldon Perry                                 | |
| 2004      | Miracle                                         | Herb Brooks                                 | |
| 2005      | Sky High                                        | Steve Stronghold / Comandantul              | |
| 2005      | Dreamer                                         | Ben Crane                                   | |
| 2006      | Poseidon                                        | Robert Ramsey                               | |
| 2007      | Death Proof                                     | Cascadorul Mike                             | |
| 2007      | Cutlass                                         | Tata                                        | |
| 2011      | Touchback                                       | Coach Hand                                  | |
| 2013      | The Art of the Steal                            | Crunch Calhoun                              | |
| 2014      | The Battered Bastards of Baseball               | Himself                                     | Documentary |
| 2015      | Furios și iute 7                                | Mr. Nobody                                  | [ 8 ] [ 9 ] |
| 2015      | Bone Tomahawk                                   | Sheriff Franklin Hunt                       | |
| 2015      | The Hateful Eight                               | John "The Hangman" Ruth                     | |
| 2016      | Deepwater Horizon                               | Brendan                                     | In post-production                                                                                                   |
| 2017      | Furios și iute 8                                | Mr. Nobody                                  | |
| 2017      | Gardienii Galaxiei Vol. 2                       | Ego                                         | |